# Aliaksàndar Milinkèvitx
Aliaksàndar Uladzimíravitx Milinkèvitx belarús: Алякса́ндр Уладзі́міравіч Мілінке́віч (Hrodna, Belarús 1947) és un polític i professor universitari belarús, candidat de la coalició opositora al president Aleksandr Lukaixenko l'any 2006.

## Biografia
Va néixer el 25 de juliol de 1947 a la ciutat de Hrodna, població situada a la província del mateix nom de Belarús. Després d'estudiar física a la Universitat de Hrodna va ampliar els seus estudis a l'Acadèmia Nacional de Ciències de Belarús. Entre 1978 i 1980 fou professor de física a la Universitat de Hrodna, esdevenint aquell any professor a la Universitat de Sétif a Alger, càrrec que ocupà fins al 1984, quan retornà a Hrodna.

## Activitat política
L'any 1990 abandonà la universitat per esdevenir vice-alcalde de la seva ciutat natal. L'any 2001 fou nomenat cap de campanya de Siamion Domaš, un dels líders de l'oposició, en les eleccions presidencials d'aquell any. L'octubre de 2005 va ser escollit per la Forces Democràtiques Unides de Belarús com el candidat de l'oposició unida en les eleciones de 2006, obtenint el 6,1% dels vots enfront del 83% obtingut pel president Aleksandr Lukaixenko.
El novembre de l'any 2006, després de retornar d'un viatge a Riga (Letònia) les autoritats belarusses li confiscaren el passaport. Posteriorment ha estat acusat en diverses ocasions per les autoritats del seu país de tràfic de drogues i de conduir sota els efectes de l'alcohol.
El 12 de desembre de 2006 fou guardonat amb el Premi Sàkharov per la Llibertat de Consciència, concedit pel Parlament Europeu.